# Zallinger (Adelsgeschlecht)

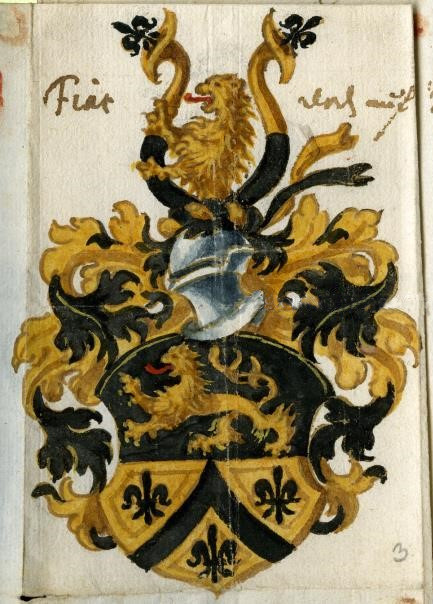
Stammwappen der Zallinger (1597)

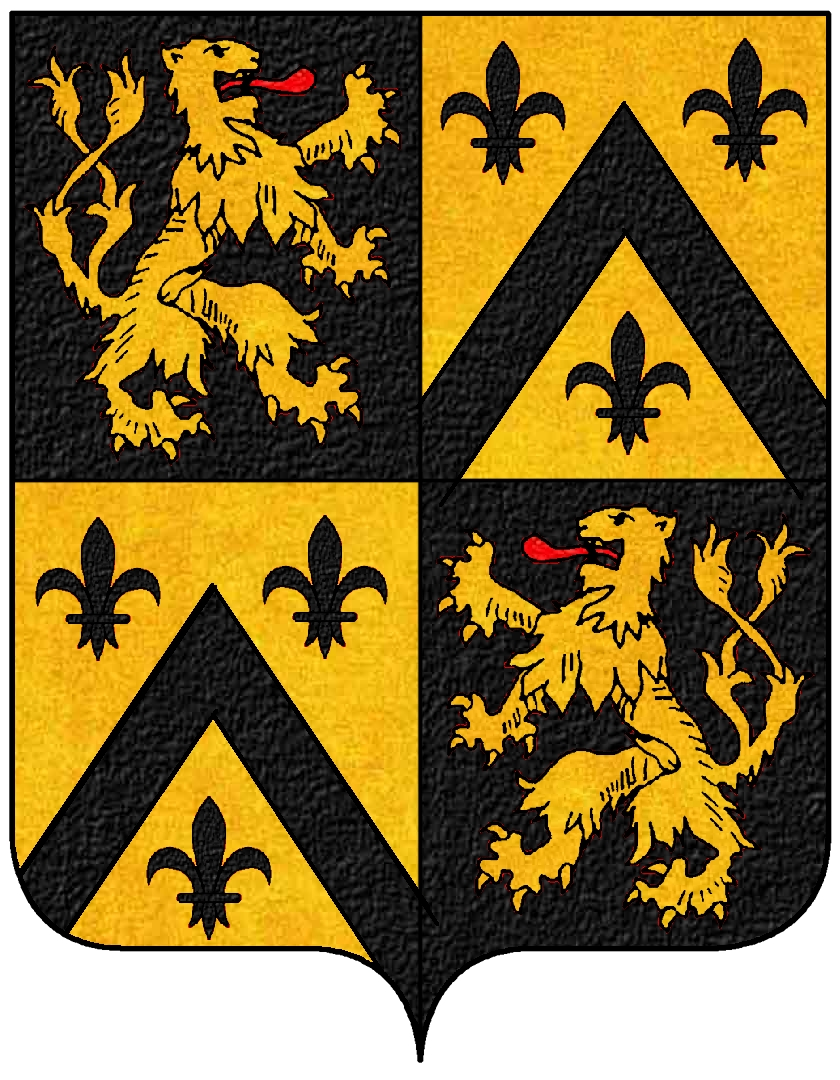
Geviertes Wappen der Zollinger-Thurn bzw. Zallinger zum Tuhrn

Zallinger ist der Name eines aus Bozen stammenden, österreichischen Briefadelsgeschlechts, das sich in die Linien Zallinger-Stillendorf und Zallinger-Thurn teilte und gegenwärtig in diesen Zweigen fortbesteht.   

## Geschichte

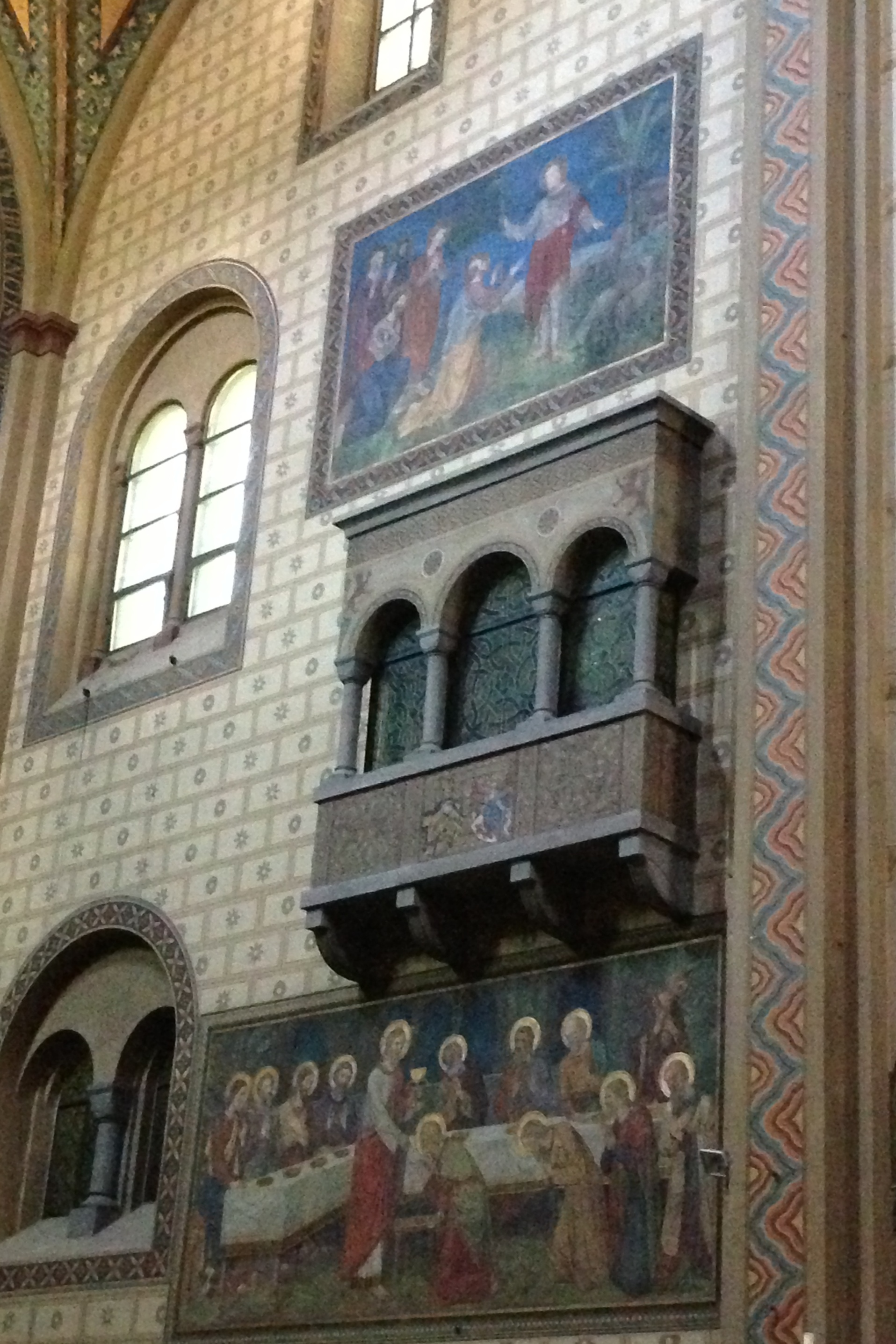
Loge der Zallinger-Stillendorf in der Herz-Jesu-Kirche in Bozen

Das Geschlecht stammte ursprünglich aus Augsburg bzw. Füssen und zog von dort aus nach Bozen. Am 18. Dezember 1597 verlieh Kaiser Rudolf II. in Prag dem Tuchhändler Georg Zallinger († 1648) aus Füssen, zusammen mit seinen Brüdern Johann und Felix, einen Wappenbrief mit Lehenartikel. Seit 1581 war er Tuchhändler in Bozen. Dem Sohn von Georg, Jakob Zallinger (* 1603) gewährte Kaiser Leopold I. am 11. März 1664 in Bozen einen Adelsbrief und Wappenbesserung. Der Handelsmann und Bürgermeister von Bozen Jakob Zallinger gründete die Linie Zallinger von Stillendorf, der seit 1708 der Ansitz Stillendorf gehörte und dessen Bruder Bernard Zallinger (1605–1677) die Linie Zallinger zum Thurn, nach dem Ansitz Thurn. Die Söhne von Bernhard, Christoph Zallinger (1631–1697) und Andreas Zallinger (1635–1712) erhielten am 19. Januar 1672 ebenfalls den Adelsstand.  
Peter Anton von Zallinger-Thurn (1704–1767) wirkte als Handelsmann, Konsul und Bürgermeister von Bozen, sein gleichnamiger Sohn (1740–1795) als Kaufmann und städtischer Magistrat. Seine Brüder waren der Jesuit und Naturforscher Johann Baptist Zallinger (1731–1785), der Jesuit und Philosoph Jakob Anton Zallinger (1735–1813) sowie der Jesuit und Physiker Franz Seraph Zallinger (1743–1828). Joseph Peter Zallinger (1730–1805) erhielt am 8. August 1772 zusätzlich das Prädikat "von Stillendorf". Außer den Wohnhäusern am Obstmarkt 2 und in der Laubengasse 58 in der Altstadt von Bozen, besaß die Familie im Weiler Maria Himmelfahrt auf dem Ritten das Sommerfrischhaus Zallinger mit der Hauskapelle St. Magdalena. Die Zallinger-Stillendorf und Zallinger-Thurn bestehen gegenwärtig fort.

## Besitzungen (Auswahl)
- Ansitz Stillendorf in Bozen
- Ansitz Thurn in Bozen
- Haus Zallinger in Maria Himmelfahrt auf dem Ritten

## Persönlichkeiten
- Franz Seraph Zallinger zum Thurn (1743–1828), Jesuit, Professor der Physik an der Universität Innsbruck
- Jakob Anton von Zallinger zum Thurn (1735–1813), Jesuit, Kirchenrechtler und Philosoph
- Johann Baptist Zallinger zum Thurn (1731–1785), Jesuit, Philosoph, 1761 Professor für Naturlehre
- Karl von Zallinger (1809–1865), Landtagsabgeordneter, stellvertretender Landeshauptmann, Bürgermeister
- Meinhard von Zallinger (1897–1990), österreichischer Dirigent
- Monika von Zallinger (* 1940), Kostüm- und Bühnenbildnerin